# Barra d'Alcântara
Barra D'Alcântara é um município brasileiro do estado do Piauí.

## Localização
| Noroeste: Francinópolis | Norte: Elesbão Veloso         | Nordeste: Novo Oriente do Piauí |
| Oeste: Várzea Grande    |                               | Leste: Novo Oriente do Piauí    |
| Sudoeste: Várzea Grande | Sul: Tanque do Piauí e Oeiras | Sudeste: Novo Oriente do Piauí  |

## Geografia
Localiza-se a uma latitude 06º31'00" sul e a uma longitude 42º06'52" oeste, estando a uma altitude de 310 metros. Sua população estimada em 2004 era de 3 679 habitantes.
Possui uma área de 316,91 km².